# Lauberhorn
Cet article concerne les courses de ski alpin. Pour la montagne suisse, consultez Lauberhorn (sommet).
Les Courses du Lauberhorn (en allemand Lauberhornrennen) ont lieu chaque année depuis 1930 à Wengen, dans l'Oberland bernois en Suisse, et tirent leur nom de la montagne Lauberhorn où est situé le départ de la descente. Elles se déroulent traditionnellement en janvier, une semaine avant les Courses du Hahnenkamm à Kitzbühel, l'autre grande compétition annuelle du ski alpin. Historiquement, elles se composent de trois disciplines : une descente, un slalom et, jusqu'en 2020, un combiné alpin (puis super combiné dès 2005).
Le Lauberhorn désigne également la piste de descente la plus longue au monde avec ses 4 455 mètres. Les coureurs mettent environ 2 minutes et 30 secondes pour parcourir cette distance. La vitesse maximale est de l'ordre de 160 km/h ce qui en fait le descente la plus rapide de la coupe du monde de ski alpin.
Le slalom se déroule sur la piste Jungfrau / Männlichen qui partage la même ligne d'arrivée que la piste de descente.
La course est également réputée pour le paysage dans lequel elle se déroule, entourée notamment par l'Eiger, le Mönch et la Jungfrau.

## Histoire

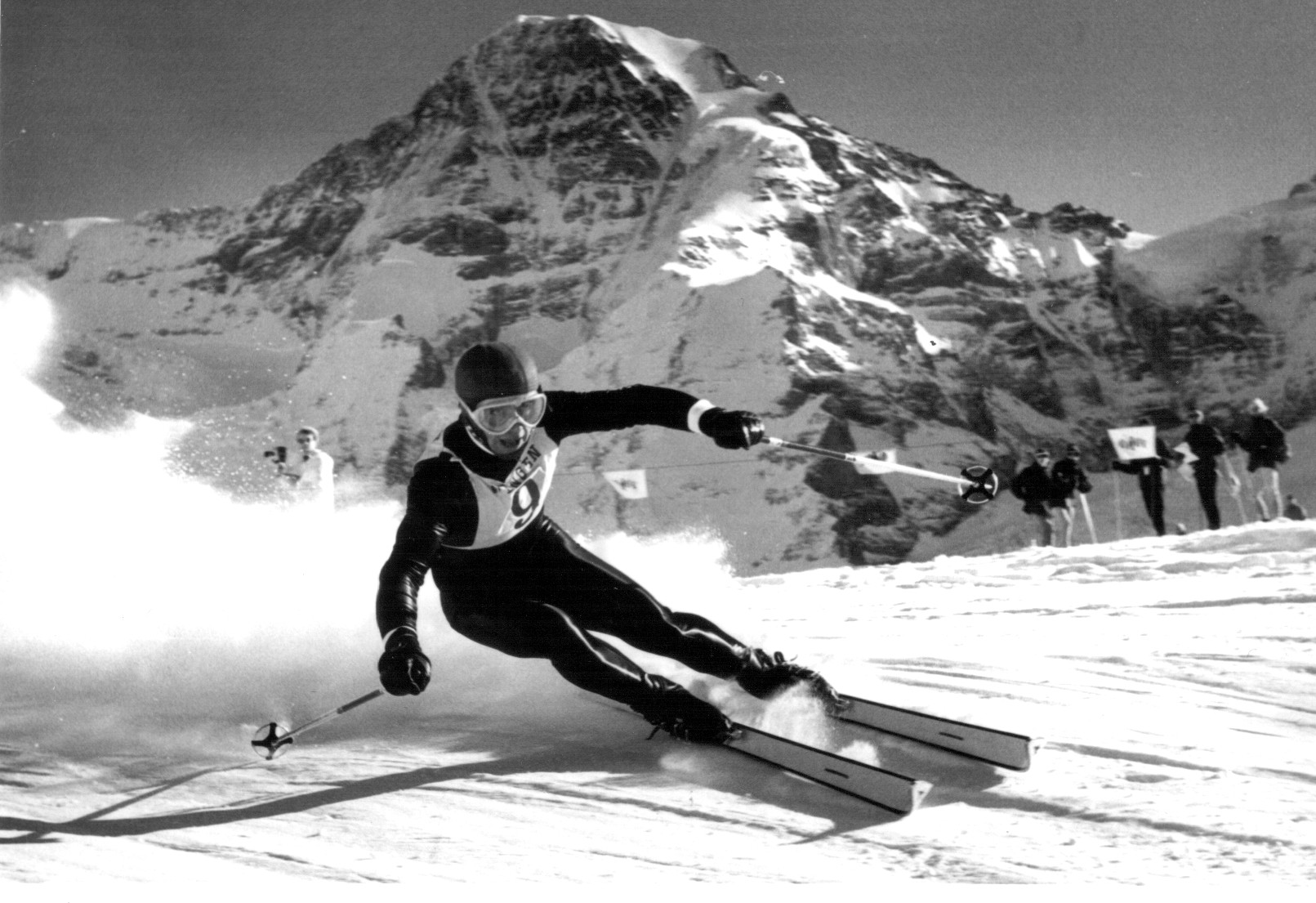
Karl Schranz lors de la course de 1966.

La course, créé en 1930 par Ernst Gertsch, est la plus vieille course de ski au monde. Elle a été créée pour montrer aux Anglais, qui venaient régulièrement en vacances dans l'Oberland bernois, que les Suisses étaient meilleurs skieurs. Les premières courses ont été un slalom et une descente, remportés respectivement par les Suisses Ernst Gertsch et Christian Rubi, et un combiné remporté par le britannique Bill Bracken.
Le fils d'Ernst Gertsch, Viktor, a pris le relais de son père à la présidence du comité d'organisation des courses en 1970. Il a quitté ses fonctions après 44 ans de service, en 2014, à l'âge de 72 ans. Urs Näpflin, responsable de course entre 2000 et 2012, puis vice-président du comité d'organisation de 2012 à 2014, a repris le poste de président après le départ de Viktor Gertsch.
Jusqu'en 2003, le traditionnel programme du Lauberhorn est établi ainsi : la descente le vendredi, la descente du combiné le samedi et le slalom le dimanche. De 2005 à 2020, le vendredi est consacré aux deux courses du super combiné, la samedi à la descente et le dimanche toujours au slalom. Depuis 2021, il est prévu une première descente vendredi et la vraie descente samedi avant le slalom dominical.
Les Courses du Lauberhorn sont naturellement intégrées au programme de la Coupe du Monde de ski alpin depuis sa création en 1967. Des courses supplémentaires comptant pour la Coupe du Monde peuvent ainsi être organisées à cette occasion, comme une deuxième descente ou un Super G. À l'inverse, la Coupe du Monde n'a intégré certaines années qu'une partie des épreuves disputées au Lauberhorn, par exemple en renonçant à prendre en compte le combiné ou en considérant la descente du combiné comme une descente à part entière. Comme à Kitzbühel, on fait généralement une distinction au palmarès entre une course officielle et une course supplémentaire, entre la vraie descente et la descente du combiné, entre une descente raccourcie et celle courue sur le tracé complet.
Certains lieux le long du parcours ont été nommés en fonction de divers événements qui ont eu lieu durant les courses, notamment : 
- le Minschkante, la « bosse à Minsch », nommé d'après le skieur suisse Josef Minsch qui s'est blessé gravement à cet endroit en 1965[3].
- le Canadian Corner, le « coin des Canadiens », est une allusion aux chutes des Canadiens Ken Read et Dave Irwin lors de la descente de 1976[4].
- le Kernen-S, auparavant Brückli-S, est nommé en raison de la relation « amour-haine » du Suisse Bruno Kernen avec ce passage. En effet, il a chuté de manière spectaculaire dans ce passage en 1997 mais l'a bien passé en 2003, année où il a remporté la course[5].
- le Österreicherloch, le « trou des Autrichiens », a été baptisé à la suite de la course de 1954 où chutèrent trois des favoris autrichiens : Toni Sailer, Walter Schuster et Anderl Molterer[6].

En 1991, le jeune skieur autrichien Gernot Reinstadler trouva la mort près de l'arrivée (la Ziel-S). Il ne fut pas capable de négocier la courbe en S et engagea le dernier saut avec une mauvaise trajectoire. Il percuta le bord de la piste à environ 75 km/h et son ski se coinça dans les filets. Il fut grièvement blessé par son ski et décéda dans la nuit à Interlaken des suites d'un bassin brisé et d'importantes hémorragies internes dans la partie inférieure du corps. La course n'eut pas lieu cette année. Afin d'éviter d'autres accidents, la configuration de la piste fut remaniée. La sécurité fut renforcée et les portes furent déplacées vers le haut et vers la gauche.

### Les courses féminines
En 1947, la Grisonne Lina Mittner, porteuse du dossard 25, a remporté en 4 minutes et 8 secondes l'unique course féminine ayant eu lieu au Lauberhorn, devant la Française Françoise Gignoux. Décédée en 2013 à Coire, à 94 ans, son exploit resta pourtant longtemps ignoré, littéralement effacé du palmarès. Une seconde descente féminine aurait dû se disputer en 1950. Les concurrentes étaient déjà toutes prêtes à prendre le départ mais la compétition est annulée au dernier moment.
Lindsey Vonn a espéré durant toute sa carrière pouvoir prendre un jour le départ du Lauberhorn et a regretté, une fois retraitée, de ne jamais avoir pu le faire.

## Chiffres
Source identique pour l'ensemble du tableau:
| Année | Nombre de spectateurs            | Taux d'écoute SRF | Budget       | Fan's club | Nombre de participants |
| ----- | -------------------------------- | ----------------- | ------------ | ---------- | ---------------------- |
| 2006  | 25 000                           | 1 006 000         | -            | 582        | 61                     |
| 2007  | 21 000                           | 1 024 000         | -            | 499        | 68                     |
| 2008  | 21 500                           | 1 074 000         | -            | 470        | 57                     |
| 2009  | 29 000                           | 1 055 000         | -            | 467        | 67                     |
| 2010  | 32 000                           | 1 082 000         | -            | 460        | 55                     |
| 2011  | 35 000                           | 1 031 000         | -            | 450        | 57                     |
| 2012  | 38 000                           | 1 062 000         | -            | 500        | 59                     |
| 2013  | 33 000                           | -                 | -            | -          | 60                     |
| 2014  | 29 000                           | -                 | 6,4 millions | -          | 71                     |
| 2015  | 24 000                           | -                 | 6,4 millions | -          | 55                     |
| 2016  | 22 000                           | -                 | 6,8 millions | -          | 60                     |
| 2017  | Annulé pour cause météorologique | -                 | -            | -          | -                      |
| 2018  | 35 000                           | -                 | 6,8 millions | -          | 62                     |

## La descente

### Tracé[11],[12],[13]

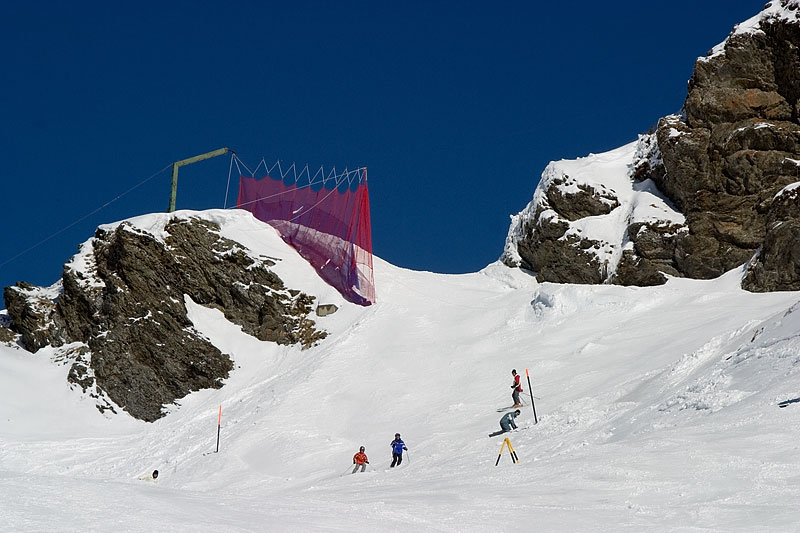
Vue du Hundschopf.

Le départ est donné à une altitude de 2 315 mètres. Contrairement à la plupart des autres courses de la Coupe du monde, la cabane de départ est un véritable chalet en bois permanent.
Après le long schuss de départ, un virage à droite engage les concurrents dans un chemin qui offre un passage étroit entre des rochers et les filets de sécurité et qui les amène jusqu'au Russisprung (en français : saut Russi, du nom de Bernhard Russi qui a créé ce saut en 1988), où les athlètes décollent sur une vingtaine de mètres pour arriver à près de 130 km/h sur le Traversenschuss, longue portion en dévers suivie de deux virages serrés. C'est généralement à cet endroit qu'est situé le départ des descentes raccourcies et des Super G.
La Panoramakurve (qui doit son nom à la vision panoramique qu'elle offre aux coureurs sur l'Eiger, le Mönch et la Jungfrau) a été rajoutée ici au parcours pour ralentir des skieurs, équipés de matériel de plus en plus rapide, avant qu'ils ne parviennent au mythique Hundschopf (en français : la Tête de chien), impressionnant saut de 40m entre deux rochers à la réception duquel il faut immédiatement tourner vers la gauche où la course se poursuit 110 km/h vers la Minschkante, une bosse au sommet de laquelle les descendeurs doivent immédiatement entamer une longue courbe vers la droite, le Canadian Corner (en français : Coin de Canadiens), où il faut optimiser la vitesse. Suit en effet le léger replat de l'étroit Alpweg et son difficile Kernen-S (anciennement Brüggli-S), un enchaînement rapide de deux virage à 90° du nom de Bruno Kernen, dans lequel on arrive à 100km/h et où il faut trouver la trajectoire idéale pour ne pas perdre de vitesse avant de parvenir à la Wasserstation (en français : la Station d'eau) où les coureurs passent en dessous des voies des chemins de fer Wengernalpbahn par un étroit tunnel avant de remonter un peu pour arriver sur le Langentrejen, une longue portion de glisse moins spectaculaire où des virages ont été progressivement rajoutés.
La piste plonge ensuite à travers la forêt dans le Hanneggschuss, la partie la plus rapide de la descente. Le record de vitesse a été réalisé le 19 janvier 2013 par le français Johan Clarey, qui a effectué un passage à 161,9 km/h, battant ainsi le record de Carlo Janka réalisé la veille lors de la descente du super-combiné. C'est également le record absolu de vitesse pour une descente. Les virages sur le replat du Seilersboden ralentit à peine les coureurs avant d'aborder le Silberhornsprung (en français : Saut du Silberhorn), rajouté au parcours en 2003.
La course arrive dans sa portion finale par le Oesterreicherloch (en français : le trou des Autrichiens) et les virages serrés du Ziel-S. Si le Zielsprung a été nettement aplani ces dernières années pour des raisons de sécurité après de nombreuses chutes, le Schuss final menant à la fin du parcours reste très raide.
L'arrivée est située à Innerwengen, à environ 1,5km au sud du centre de Wengen et à une altitude de 1 287 mètres. La course fait ainsi une longueur de 4,5 kilomètres pour une dénivellation de 1 025 mètres.

### Sécurité
Les filets et coussins de sécurité s'étendent sur 16 kilomètres. Après le Hanneggschuss, ou les coureurs arrivent à près de 160 km/h, il y a un ruisseau qui coule à travers la piste. Pour éviter tout risque, les organisateurs montent une passerelle avant les premières neiges afin que le ruisseau puisse couler dessous. Au printemps, la passerelle est à nouveau démontée pour que le ruisseau puisse couler à l'air libre. Le coût initial de l'opération est de 700 000 francs suisses. Le Ziel-S a été remanié plusieurs fois. En 1991, après l'accident de Reinstadler, puis en 2009, ou la piste a été élargie d'une quinzaine de mètres et le virage rendu moins exigeant.
Une quarantaine d'hélicoptères sillonnent le ciel pour le transport de passagers durant le week-end. Pour éviter tout accident, l'armée suisse déploie une tour de contrôle mobile afin d'assurer la circulation aérienne.

### Retransmission télévisée
La retransmission télévisée est assurée par la Schweizer Radio und Fernsehen (SRF) depuis 1960. Le long du tracé sont installées 22 caméras reliées par près de six kilomètres de câbles en fibre optique qui envoient les images vers le camion de reportage de la RTS à Lauterbrunnen. De plus, un drone équipé d'une caméra et piloté par deux spécialistes est utilisé, notamment pour le passage sur le Hundschopf. De Lauterbrunnen, les images sont envoyées à Zurich puis diffusées à l'échelle mondiale. Dans l'aire d'arrivée, se trouvent également les zones d'interview. Les coûts de production sont de près d'un million de francs suisses.
SRF déploie plus de cent collaborateurs sur une semaine pour préparer et assurer la retransmission. Le matériel est acheminé par rail, seul accès à Wengen, et par hélicoptère. Près de 30 vols sont nécessaires pour amener les 22 tonnes de matériel. C'est un événement d'une grande importance pour SRF qui l'utilise comme carte de visite afin d'obtenir l'adjudication de la production de grands événements comme les épreuves de ski alpin des Jeux olympiques d'hiver,.
La diffusion et les moyens ont grandement évolué depuis 1960. La première diffusion en couleur a eu lieu en 1973, celle du Hundschopf en 1978, les premières images du départ (1984) et la première interview en direct de la zone d'arrivée en 1987. Bernhard Russi a fait la première descente caméra au poing en 1989. Enfin la superposition des images de deux coureurs en 1998, la nouvelle aire d'arrivée (2008) jusqu'à la première diffusion en haute définition en 2009 montrent l'importance de l'événement et les investissements consentis pour la diffusion de cette compétition.

### Affluence
La descente du Lauberhorn attire chaque année un nombreux public, souvent plus de 30'000 personnes. Si une petite partie occupe les tribunes entourant la zone d'arrivée, la majorité de la foule se rassemble sur les flancs du Girmschbiel pour profiter d'une vue imprenable sur le Hundschopf, la Minschkante, le Canadian Corner et l'entrée du Alpweg.

## Le slalom
Le slalom se déroule sur la piste Jungfrau / Männlichen qui partage la même arrivée que la piste de descente.
Le départ est situé à 1475m et l'arrivée à 1285m, soit un dénivelé de 190m pour une longueur de 644m.
Cette piste de slalom est considérée comme l'une des plus exigeantes de la Coupe du monde de ski alpin, notamment par ses changements de pente variant d'une pente de 72% à certaines portions presque plates.
La particularité du slalom est la présence d'un chalet en plein milieu de la piste et la tradition veut qu'on passe d'un côté lors de la première manche et de l'autre côté lors de la seconde. Ceci explique également le double nom de la piste faisant référence aux deux montagnes : la piste de gauche est du côté de la Jungfrau (au sud) et la piste de droite plus proche du Männlichen (au nord).

## Vainqueurs
Il faut distinguer les vainqueurs des Courses du Lauberhorn (composées traditionnellement d'une descente, d'un slalom et, jusqu'en 2020, d'un combiné ou super-combiné) des vainqueurs des courses supplémentaires comptant uniquement pour la Coupe du Monde.
Par souci de simplification, le tableau ci-dessous inclut les vainqueurs des courses supplémentaires (généralement des courses rajoutées au programme ou prise en compte de la descente du combiné comme descente de Coupe du Monde à part entière) mais ils sont indiqués comme tels par cette indication : "".
À noter que si des épreuves des Courses du Lauberhorn doivent être déplacées à un autre endroit (comme ce fut par exemple le cas en 2021 à cause du Covid), elles sont néanmoins prises en compte dans le palmarès officiel.
| Année | Descente                 | Slalom               | Combiné               | Super G                 |
| ----- | ------------------------ | -------------------- | --------------------- | ----------------------- |
| 2025  | Marco Odermatt           | Atle Lie McGrath     | ---                   | Franjo von Allmen       |
| 2024  | Marco Odermatt (x2)      | Manuel Feller        | ---                   | Cyprien Sarrazin        |
| 2023  | Aleksander Aamodt Kilde  | Henrik Kristoffersen | ---                   | Aleksander Aamodt Kilde |
| 2022  | Vincent Kriechmayr       | Lucas Braathen       | ---                   | Marco Odermatt          |
| 2022  | Aleksander Aaamodt Kilde | Lucas Braathen       | ---                   | Marco Odermatt          |
| 2021  | Beat Feuz                | Manuel Feller        | ---                   | ---                     |
| 2020  | Beat Feuz                | Clément Noël         | Matthias Mayer        | ---                     |
| 2019  | Vincent Kriechmayr       | Clément Noël         | Marco Schwarz         | ---                     |
| 2018  | Beat Feuz                | Marcel Hirscher      | Victor Muffat Jeandet | ---                     |
| 2017  | Travis Ganong            | Henrik Kristoffersen | Niels Hintermann      | ---                     |
| 2016  | Aksel Lund Svindal       | Henrik Kristoffersen | Kjetil Jansrud        | ---                     |
| 2015  | Hannes Reichelt          | Felix Neureuther     | Carlo Janka           | ---                     |
| 2014  | Patrick Küng             | Alexis Pinturault    | Ted Ligety            | ---                     |
| 2013  | Christof Innerhofer      | Felix Neureuther     | Alexis Pinturault     | ---                     |
| 2012  | Beat Feuz                | Ivica Kostelić       | Ivica Kostelić        | ---                     |
| 2011  | Klaus Kröll              | Ivica Kostelić       | Ivica Kostelić        | ---                     |
| 2010  | Carlo Janka              | Ivica Kostelić       | Bode Miller           | ---                     |
| 2009  | Didier Défago            | Manfred Pranger      | Carlo Janka           | ---                     |
| 2008  | Bode Miller              | Jean-Baptiste Grange | Jean-Baptiste Grange  | ---                     |
| 2007  | Bode Miller              | ---                  | Mario Matt            | ---                     |
| 2006  | Daron Rahlves            | Giorgio Rocca        | Benjamin Raich        | ---                     |
| 2005  | Michael Walchhofer       | Alois Vogl           | Benjamin Raich        | ---                     |
| 2004  | ---                      | Benjamin Raich       | ---                   | ---                     |
| 2003  | Stephan Eberharter       | Giorgio Rocca        | Kjetil André Aamodt   | ---                     |
| 2003  | Bruno Kernen             | Giorgio Rocca        | Kjetil André Aamodt   | ---                     |
| 2002  | Stephan Eberharter       | Ivica Kostelić       | Kjetil André Aamodt   | ---                     |
| 2001  | ---                      | Benjamin Raich       | ---                   | ---                     |
| 2000  | Josef Strobl             | Kjetil André Aamodt  | ---                   | ---                     |
| 1999  | Lasse Kjus               | Benjamin Raich       | Lasse Kjus            | ---                     |
| 1998  | Andreas Schifferer       | Thomas Stangassinger | Hermann Maier         | ---                     |
| 1998  | Hermann Maier            | Thomas Stangassinger | Hermann Maier         | ---                     |
| 1997  | Kristian Ghedina         | Thomas Sykora        | ---                   | ---                     |
| 1996  | ---                      | ---                  | ---                   | ---                     |
| 1995  | Kristian Ghedina         | Alberto Tomba        | Marc Girardelli       | ---                     |
| 1995  | Kyle Rasmussen           | Alberto Tomba        | Marc Girardelli       | ---                     |
| 1994  | William Besse            | ---                  | ---                   | Marc Girardelli         |
| 1993  | ---                      | ---                  | ---                   | ---                     |
| 1992  | Franz Heinzer            | Alberto Tomba        | Paul Accola           | ---                     |
| 1991  | [ NB 9 ]                 | [ NB 9 ]             | [ NB 9 ]              | ---                     |
| 1990  | Helmut Höflehner         | ---                  | ---                   | Steve Locher            |
| 1989  | Marc Girardelli          | Rudolf Nierlich      | Marc Girardelli       | ---                     |
| 1988  | Daniel Mahrer            | ---                  | ---                   | Felix Belczyk           |
| 1987  | Markus Wasmeier          | Joël Gaspoz          | Pirmin Zurbriggen     | ---                     |
| 1986  | ---                      | Rok Petrovic         | ---                   | ---                     |
| 1985  | Helmut Höflehner         | Marc Girardelli      | Michel Vion           | ---                     |
| 1985  | Peter Wirnsberger        | Marc Girardelli      | Michel Vion           | ---                     |
| 1984  | Bill Johnson             | Ingemar Stenmark     | Andreas Wenzel        | ---                     |
| 1983  | Bruno Kernen I           | Ingemar Stenmark     | Phil Mahre            | ---                     |
| 1982  | Harti Weirather          | Phil Mahre           | Pirmin Zurbriggen     | ---                     |
| 1981  | Toni Bürgler             | Bojan Krizaj         | Valery Tsyganof       | ---                     |
| 1980  | Ken Read                 | Bojan Krizaj         | Michael Veith         | ---                     |
| 1980  | Peter Müller             | Bojan Krizaj         | Michael Veith         | ---                     |
| 1979  | Toni Bürgler             | Christian Neureuther | Phil Mahre            | ---                     |
| 1978  | ---                      | Klaus Heidegger      | ---                   | ---                     |
| 1977  | Franz Klammer            | Ingemar Stenmark     | Walter Tresch         | ---                     |
| 1976  | Franz Klammer            | Ingemar Stenmark     | Franz Klammer         | ---                     |
| 1976  | Herbert Plank            | Ingemar Stenmark     | Franz Klammer         | ---                     |
| 1975  | Franz Klammer            | Ingemar Stenmark     | Gustav Thöni          | ---                     |
| 1974  | Roland Collombin         | Christian Neureuther | David Zwilling        | ---                     |
| 1973  | Bernhard Russi           | Christian Neureuther | Henri Duvillard       | ---                     |
| 1972  | ---                      | Jean-Noël Augert     | ---                   | ---                     |
| 1971  | Walter Tresch            | Tylor Palmer         | Gustav Thöni          | ---                     |
| 1970  | Henri Duvillard          | Patrick Russel       | Henri Duvillard       | ---                     |
| 1969  | Karl Schranz             | Reinhard Tritscher   | Heini Messner         | ---                     |
| 1968  | Gerhard Nenning          | Dumeng Giovanoli     | Gerhard Nenning       | ---                     |
| 1967  | Jean-Claude Killy        | Jean-Claude Killy    | Jean-Claude Killy     | ---                     |
| 1966  | Karl Schranz             | Guy Périllat         | Karl Schranz          | ---                     |
| 1965  | Stefan Sodat             | Guy Périllat         | Karl Schranz          | ---                     |
| 1964  | Egon Zimmermann          | Ludwig Leitner       | Gerhard Nenning       | ---                     |
| 1963  | Karl Schranz             | Guy Périllat         | Guy Périllat          | ---                     |
| 1962  | ---                      | Adolf Mathis         | ---                   | ---                     |
| 1961  | Guy Périllat             | Pepi Stiegler        | Guy Périllat          | ---                     |
| 1960  | Willy Bogner junior      | Hias Leitner         | Pepi Stiegler         | ---                     |
| 1959  | Karl Schranz             | Ernst Oberaigner     | Ernst Oberaigner      | ---                     |
| 1958  | Toni Sailer              | Josl Rieder          | Buddy Werner          | ---                     |
| 1957  | Toni Sailer              | Anderl Molterer      | Josl Rieder           | ---                     |
| 1956  | Toni Sailer              | Anderl Molterer      | Josl Rieder           | ---                     |
| 1955  | Toni Sailer              | Martin Julen         | Toni Sailer           | ---                     |
| 1954  | Christian Pravda         | Toni Spiss           | Christian Pravda      | ---                     |
| 1953  | Anderl Molterer          | Anderl Molterer      | Anderl Molterer       | ---                     |
| 1952  | Othmar Schneider         | Stein Eriksen        | Othmar Schneider      | ---                     |
| 1951  | Othmar Schneider         | Stein Eriksen        | Othmar Schneider      | ---                     |
| 1950  | Fredy Rubi               | Zeno Colò            | Fredy Rubi            | ---                     |
| 1949  | Rudolf Graf              | Zeno Colò            | Adolf Odermatt        | ---                     |
| 1948  | Zeno Colò                | Karl Molitor         | Karl Molitor          | ---                     |
| 1947  | Karl Molitor             | Olle Dalman          | Edy Rominger          | ---                     |
| 1946  | Jean Blanc               | Otto Von Allmen      | Karl Molitor          | ---                     |
| 1945  | Karl Molitor             | Otto Von Allmen      | Otto Von Allmen       | ---                     |
| 1944  | Rudolf Graf              | Marcel Von Allmen    | Marcel Von Allmen     | ---                     |
| 1943  | Karl Molitor             | Heinz Von Allmen     | Heinz Von Allmen      | ---                     |
| 1942  | Karl Molitor             | Heinz Von Allmen     | Heinz Von Allmen      | ---                     |
| 1941  | Rudolf Graf              | Marcel Von Allmen    | Marcel Von Allmen     | ---                     |
| 1940  | Karl Molitor             | Karl Molitor         | Karl Molitor          | ---                     |
| 1939  | Karl Molitor             | Josef Jennewein      | Willi Walch           | ---                     |
| 1938  | Heinz Von Allmen         | Rudi Cranz           | Heinz Von Allmen      | ---                     |
| 1937  | Heinz Von Allmen         | Willi Walch          | Willi Walch           | ---                     |
| 1936  | Hans Schlunegger         | Hermann Steuri       | Emile Allais          | ---                     |
| 1935  | Richard Werle            | Arnold Glatthard     | Willy Steuri          | ---                     |
| 1934  | Adolf Rubi               | Adolf Rubi           | Adolf Rubi            | ---                     |
| 1933  | ---                      | ---                  | ---                   | ---                     |
| 1932  | Fritz Steuri             | Fritz Von Allmen     | Fritz Steuri          | ---                     |
| 1931  | Fritz Steuri             | Hans Schlunegger     | Fritz Steuri          | ---                     |
| 1930  | Christian Rubi           | Ernst Gertsch        | Bill Bracken          | ---                     |

## Autres
- La course fut à l'écran du film de Robert Redford, La Descente infernale (1969), avec Gene Hackman[20].